# Hypena grandecomorensis
Hypena grandecomorensis là một loài bướm đêm trong họ Erebidae.